# Rhaphiostylis preussii
Rhaphiostylis preussii är en tvåhjärtbladig växtart som beskrevs av Adolf Engler. Rhaphiostylis preussii ingår i släktet Rhaphiostylis och familjen Icacinaceae. Inga underarter finns listade i Catalogue of Life.